# Opecoeloides eucinostomi
Opecoeloides eucinostomi är en plattmaskart. Opecoeloides eucinostomi ingår i släktet Opecoeloides och familjen Opecoelidae. Inga underarter finns listade i Catalogue of Life.